# Alto Comisionado de las Naciones Unidas para los Refugiados
El Alto Comisionado de las Naciones Unidas para los Refugiados (ACNUR) (en inglés: United Nations High Commissioner for Refugees-UNHCR) es el organismo de las Naciones Unidas encargado de proteger a los refugiados y desplazados por persecuciones o conflictos, y promover soluciones duraderas a su situación, mediante el reasentamiento voluntario en su país de origen o en el de acogida. Tiene su sede en Ginebra (Suiza), y más de 250 delegaciones repartidas por todo el mundo. El derecho al asilo y refugio es contemplado en la Declaración Universal de Derechos Humanos.

## Creación

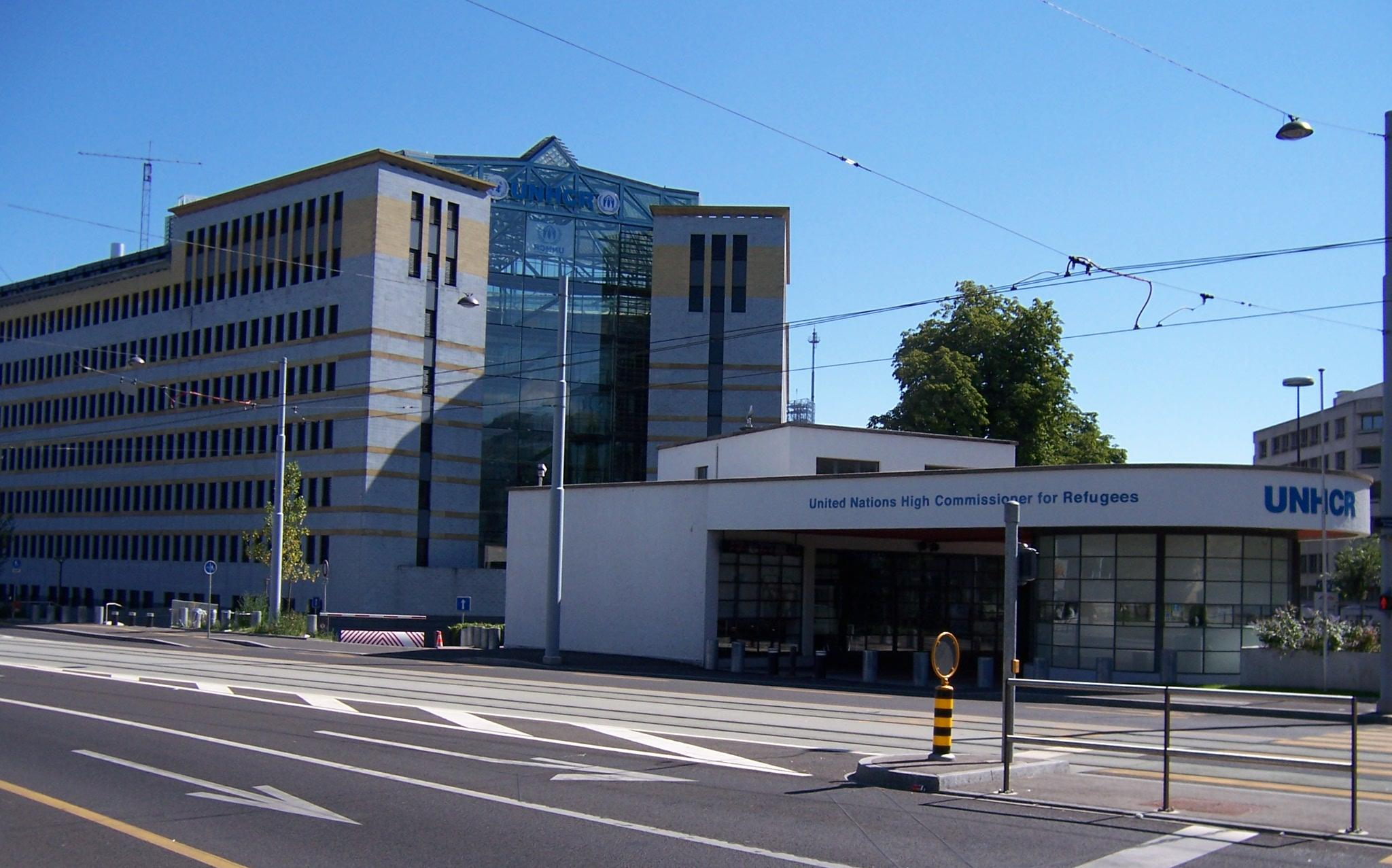
Sede del ACNUR en Ginebra (Suiza).

El Estatuto de la Oficina del ACNUR fue adoptado en la resolución 428 de la Asamblea General de las Naciones Unidas el 14 de diciembre de 1950. Inició sus funciones el 1 de enero de 1951, teniendo como primer decreto el de ayudar a reasentar a más de un millón de refugiados europeos que aún se encontraban sin hogar como consecuencia de la Segunda Guerra Mundial.
Los antecedentes históricos directos de ACNUR fueron:
- La Sociedad de las Naciones designó como Alto Comisionado para los Refugiados a Fridtjof Nansen en 1922.
- La Administración de Socorro y Rehabilitación de las Naciones Unidas[2] entre 1943 y 1949, creada para ayudar a los refugiados de la Segunda Guerra Mundial (aquí la locución «Naciones Unidas» hace referencia a los países conocidos como «aliados», no a la ONU).
- Se crea la Organización Internacional para los Refugiados como agencia especializada de las Naciones Unidas, en funciones desde 1946 hasta 1952.

La Convención sobre el Estatuto de los Refugiados de 1951 definió el concepto jurídico de «refugiado» y estableció el tratamiento que debe recibir. El Protocolo de 1967 unificó varias resoluciones adicionales para ampliar el marco de actuación de ACNUR y de los países adheridos a la convención.

## Funciones
La misión del Alto Comisionado de las Naciones Unidas para los Refugiados (ACNUR) es garantizar que «todas las personas tenga derecho a buscar asilo y encontrar un refugio seguro en otro Estado, con la opción de regresar eventualmente a su hogar, integrarse o reasentarse». Este derecho permite satisfacer necesidades básicas, como el acceso a una vivienda digna, una alimentación adecuada, agua potable, entre otros derechos inherentes a la persona que deberían de ser garantizados en los Estados de origen, pero se ven limitados por diversos problemas o conflictos como la guerra, la violencia, la persecución, así como problemas familiares irreconciliables. El ACNUR trabaja constantemente para poder construir mejores futuros y oportunidades de vida para millones de personas que son forzadas a abandonar su hogar de residencia.
En 1951 se adoptó la Convención sobre el Estatuto de los Refugiados qué establece diversas obligaciones de los Estados contratantes respecto a los derechos de los refugiados y reconoce al ACNUR como órgano encargado de «velar por la aplicación de las convenciones internacionales que aseguran la protección a los refugiados». En este sentido, los Estados contratantes se comprometen a cooperar con el ACNUR y presentar informes y datos estadísticos sobre la condición de los refugiados, la ejecución de la Convención y el derecho interno en vigor, concerniente a los refugiados.
Una de las funciones de vital importancia del ACNUR es la de protección, que consiste principalmente en garantizar el acceso igualitario de los refugiados a los diversos derechos de que gozan de acuerdo con los diversos instrumentos internacionales entrelazados con la competencia del ACNUR . Otra función es el alojamiento de emergencia en casos de urgencia humanitaria durante la cual debe garantizarse la supervivencia durante las crisis o el desplazamiento. El ACNUR brinda carpas, láminas de plástico, entre otros recursos materiales que pueden hacer la diferencia entre la vida y la muerte de quienes se desplazan. Por otro lado, mientras el alojamiento de urgencia es una solución a corto plazo, existe otra función denominada «soluciones duraderas» que consiste principalmente en otorgar asistencia legal y educación para que los refugiados al regresar a su país de origen, puedan incorporarse e integrarse a la vida en comunidad con dignidad y un sentimiento de paz. En casos de emergencia, el Acnur busca responder de manera fugaz e inmediata al momento del acontecimiento, dentro de las 72 horas «gracias a una red global de proveedores, agencias especializadas y socios». El Acnur cuenta con un personal altamente capacitado para lidiar con estas crisis, para brindar la ayuda necesaria y pertinente a los refugiados que buscan la certeza de que se garantizarán sus derechos.
Atendiendo a la higiene y nutrición de los refugiados, el ACNUR vela por garantizar el derecho a la salud que consta básicamente en el acceso a servicios esenciales de salud, el acceso a agua potable, nutrición adecuada a los grupos de refugiados, así como la prevención y protección a enfermedades crónicas e incurables. Por último, la función de la protección a las personas consiste en la identificación de grupos vulnerables de refugiados, enfocándose en el combate de la discriminación y persecución que sufren las mujeres, los jóvenes, las personas LGBTI, los grupos minoritarios, entre otros que requieren de una especial protección para que no se vulneren sus derechos humanos en el estatus de refugiados.

## Alcance actual

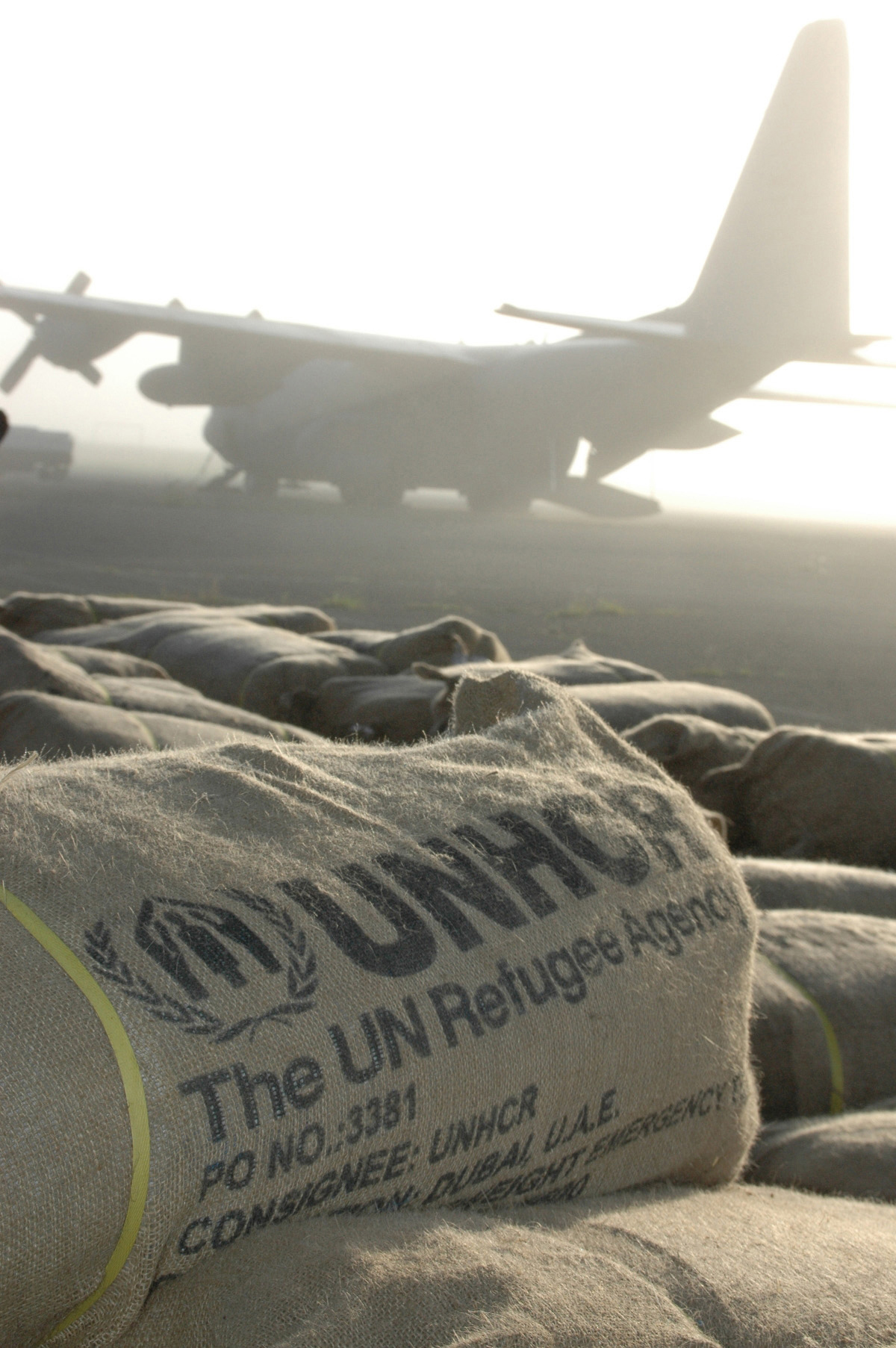
Paquetes de ayuda de ACNUR en Daadab, Kenia, diciembre de 2006.

Por la expansión de las actividades del ACNUR a todo el mundo, y a desplazados dentro de un país además de internacionales, el número de personas que son objeto de preocupación para el ACNUR ha aumentado considerablemente desde sus inicios, al tiempo que se ha acentuado la complejidad del problema del desplazamiento forzado. En total, hasta principios del siglo XXI, ha proporcionado asistencia a más de 111 millones de refugiados y desplazados.
A finales de 2019, las personas desplazadas en el mundo ascendían a 79,5 millones. Las nacionalidades de origen de la mayor parte de los refugiados o desplazados son Siria, Venezuela, Afganistán, Sudán del Sur y Myanmar.
Se le ha concedido el Premio Nobel de la Paz en dos ocasiones, en los años 1954 y 1981, así como el Premio Príncipe de Asturias de Cooperación Internacional en 1991.
Concede anualmente el Premio Nansen para los Refugiados, (conocido anteriormente como la Medalla Nansen), a individuos o grupos que hayan destacado en la causa de los refugiados.

### ACNUR en América Latina
Las acciones del ACNUR en América Latina se relacionan principalmente con desplazamientos derivados del crimen organizado y grupos armados, así como situaciones de apatridia.

### Equipo
Más de 9000 personas trabajan en ACNUR en 126 países, el 88 % de ellos en el terreno.
Filippo Grandi es el décimo primer Alto Comisionado de las Naciones Unidas para los Refugiados y fue elegido por la Asamblea General de la ONU el primero de enero de 2016, por un período de cinco años. Fue reelecto en dos ocasiones, y su gestión concluirá el 31 de diciembre de 2025.
Desde principios de la década de 1980 Acnur empezó a colaborar con «embajadores de buena voluntad», esto es, personas de renombre nacional o internacional que emplean su fama o acceso a los medios de comunicación para buscar apoyos en favor de la causa de los refugiados. Embajadores de buena voluntad del ACNUR y año de su nombramiento:
- 1987: Barbara Hendricks (1948-), cantante de ópera estadounidense-sueca.
- 2000: Adel Imam (1940-), actor egipcio.
- 2001: Angelina Jolie (1975-), actriz estadounidense.
- 2002: Giorgio Armani (1934-), modisto italiano.
- 2003: Julién Clerc (1947-), cantante y escritor francés.
- 2006: Osvaldo Laport (1956-), actor uruguayo.
- 2006: Georges Dalaras (1949-), músico griego.
- 2007: Muazzez Ersoy (1958-), cantante turca.
- 2008: Jesús Vázquez (1965-), presentador español de televisión.
- 2013: Jáled Joseini (1965-), escritor y médico afgano-estadounidense.[13]
- 2016: Cate Blanchett (1969-), actriz australiana.
- 2020: Alfonso Herrera (1983-), actor mexicano.

## Altos comisionados
| Nombre                         | Fecha                                                 |
| ------------------------------ | ----------------------------------------------------- |
| Fridtjof Nansen                | 1922-1927                                             |
| Gerrit Jan van Heuven Goedhart | 1951-1956                                             |
| Auguste R. Lindt               | 1956-1960                                             |
| Félix Schnyder                 | 1960-1965                                             |
| Sadruddin Aga Khan             | 1965-1977                                             |
| Poul Hartling                  | 1978-1985                                             |
| Jean-Pierre Hocké              | 1986-1989                                             |
| Thorvald Stoltenberg           | enero de 1990 - noviembre de 1990                     |
| Sadako Ogata                   | 1990-2000                                             |
| Ruud Lubbers                   | 2001 - 20 de febrero de 2005                          |
| Wendy Chamberlin               | 20 de febrero de 2005 - 15 de junio de 2005, interina |
| António Guterres               | 15 de junio de 2005 - 15 de diciembre de 2015         |
| Filippo Grandi                 | 1 de enero de 2016                                    |

## Premios
Dos veces Premio Nobel de la Paz en 1954 y 1981
Un Premio Príncipe de Asturias de Cooperación en 1991.
En 2019 recibió el Premio Internacional Jaime Brunet, que otorga la Fundación Jaime Brunet de la Universidad Pública de Navarra.